# Sébastien Bérubé
Pour les articles homonymes, voir Bérubé.
Sébastien Bérubé est un artiste, poète, écrivain et auteur-compositeur-interprète acadien né en 1991 à Edmundston, dans la région du Madawaska au Nouveau-Brunswick (Canada).

## Biographie

### Enfance et formation
Sébastien Bérubé est né en 1991 à Edmundston au Nouveau-Brunswick. Il a habité quelques années à Montréal et dans le Restigouche au Nouveau-Brunswick, mais c’est surtout à Edmundston dans le Madawaska qu’il a grandi et qu’il vit toujours. Son père Louis Bérubé est chanteur country. Durant sa jeunesse, il détestait l’école et le français, mais la dévotion d’une enseignante a fait naître en lui l'amour du français. Il a fait des études en littérature et en philosophie à l'université.

### Profession
Il commence à écrire des chansons en 2006, publie un premier roman en octobre 2012 (L’œil de papier, Éditions de la Francophonie), lance son premier album en 2013 (L’encre des saisons), puis un premier recueil de poésie en 2015 (Sous la boucane du moulin) et une exposition de dessins et d'aquarelles en 2018 (Le Théâtre des syndrômes). Dès 2008, l'une de ses chansons remporte un prix au concours Accros de la chanson. Sébastien Bérubé a une écriture engagée et percutante,. Il a aussi travaillé comme agent de développement communautaire et culturel auprès des jeunes de la communauté malécite du Madawaska. Il a participé à plusieurs festivals et événements littéraires dont le Festival acadien de poésie, le Festival Frye, Québec en toutes lettres et le Festival de poésie de Trois-Rivières. En 2019, il a été écrivain en résidence à la Maison Gabrielle-Roy et a été invité d'honneur au Salon du livre du Manitoba. Entre 2019 et 2023, il est responsable du programme Voix émergentes des Éditions Perce-Neige et travaille à la professionnalisation des auteurs et autrices de la relève. Depuis décembre 2023, il travaille à l'Université de Moncton comme coordonnateur aux affaires autochtones.
Il obtient une bourse du Conseil des arts du Canada afin de travailler sur son projet d'écriture à mi-chemin entre le roman et le recueil de nouvelles, Rivières-aux-Cartouches: Histoires à se coucher de bonne heure, qui raconte des légendes et des histoires basées dans un village fictif inspiré des régions du Restigouche et du Madawaska. Cet ouvrage est publié en 2023. Il a été sacré vainqueur du Combat national des livres de Radio-Canada, où il a été défendu par Gabriel Robichaud, qui en a dit: « C’est une œuvre fondatrice. C’est rare. C’est un livre événement pour moi, un livre historique. Sébastien arrive à mettre sur la carte la littérature acadienne, le Madawaska, le Restigouche, comme jamais décrits. ». Avec ce livre, Sébastien Bérubé a remporté le prix Champlain 2024, le Prix du Recteur de l'Université de Moncton et les Éloizes (catégorie Artiste de l'année en littérature), en plus d'être finaliste au prix Adrienne-Choquette 2024.

## Œuvres

### Poésie
- Maudire les étoiles, Éditions Perce-Neige, 2019[3]
- Là où les chemins de terre finissent, Éditions Perce-Neige, 2017[3]
- Sous la boucane du moulin, Éditions Perce-Neige, 2015[3]

### Romans / Recueils de nouvelles
- Rivières-aux-Cartouches: Histoires à se coucher de bonne heure, Éditions Perce-Neige, 2023[9]
- L'oeil de papier, Éditions de la Francophonie, 2012[1]

### Albums
- Madouesca, 2019[16]
- L'encre des saisons, 2013[1]

### Spectacle
- 2016-2018 : Manifeste Scalène, spectacle de poésie monté avec Gabriel Robichaud et Jonathan Roy[17]

## Distinctions
- Sous la boucane du moulin:
  - Prix des Écrivains francophones d'Amérique, 2016[3]
  - Finaliste au Prix littéraire Antonine-Maillet-Acadie Vie, 2016[3]
- Là où les chemins de terre finissent:
  - Prix littéraire Antonine-Maillet-Acadie Vie, 2018
- Rivières-aux-Cartouches:
  - Vainqueur du Combat national des livres de Radio-Canada, 2023[11]
  - Prix Champlain, 2024[18]
  - Éloizes, catégorie Artiste de l'année en littérature, 2024[14]
  - Prix du Recteur de l'Université de Moncton, 2024[13]
  - Finaliste au prix Adrienne-Choquette 2024[19]